# Alfred Heß (Parteifunktionär)
Alfred Heß (* 29. März 1897 in Alexandria, Ägypten; † 9. Juni 1963 in Reicholdsgrün, Fichtelgebirge) war ein deutscher Funktionär der NSDAP/AO und Bruder des Hitler-Stellvertreters Rudolf Heß.

## Leben
Alfred Heß war der Sohn des Unternehmers Fritz Heß, dem in Alexandria die Importfirma Fritz Heß & Co gehörte. Sein Bruder war der spätere Stellvertreter Adolf Hitlers Rudolf Heß. Von 1916 bis 1918 war er Teilnehmer am Ersten Weltkrieg und erlitt während der Kriegszeit mehrere Verwundungen, unter anderem eine Vergiftung durch Gas. In München wurde er bereits 1920 Mitglied der NSDAP. Eine Parteikarriere strebte er jedoch nicht an. Er nahm vorübergehend seinen Wohnsitz in Deutschland, um seine Schulzeit abzuschließen und eine kaufmännische Lehre zu absolvieren. Nach dem Parteiverbot trat er der NSDAP zum 1. Dezember 1932 wieder bei (Mitgliedsnummer 1.368.285).
Ab 1924 lebte er wieder in Alexandria, wo er in der elterlichen Firma mitarbeitete. Ab 1926 betrieb er zudem den Aufbau der NSDAP in Ägypten. Im Juni 1927 übernahm er die Leitung der Filiale in Kairo, der noch vom Vater geführten Firma Hess & Co. Er gründete 1933 die Landesgruppe der Partei in Kairo, deren erster Leiter er wurde. Für die NSDAP/AO baute er das Außenhandelsamt in Berlin auf und engagierte sich trotz kriegsbedingt schwer angegriffenen Gesundheitszustandes als fanatischer Nationalsozialist für diese Organisation. Er wurde schließlich 1934 unter dem Gauleiter Ernst Wilhelm Bohle stellvertretender Leiter der NSDAP/AO. Nach Beginn des Zweiten Weltkrieges war geplant, ihn nach dem „Endsieg“ als Generalgouverneur von Ägypten einzusetzen. Nach dem „Englandflug“ von Rudolf Heß im Mai 1941 wurde sein Bruder umgehend vom Amt des stellvertretenden Leiters der NSDAP/AO suspendiert und in Haft genommen.
Nach dem Kriegsende befand sich Heß in amerikanischer Internierung und wurde als Entlastungszeuge für den Nürnberger Prozess gegen die Hauptkriegsverbrecher vernommen. Anschließend wurde er nach einem Spruchkammerverfahren entnazifiziert und aus der Internierung entlassen.